# Ашан (Горњи Пиринеји)
Ашан (фр. Hachan) насеље је и општина у јужној Француској у региону Миди Пирене, у департману Горњи Пиринеји која припада префектури Тарб.
По подацима из 2011. године у општини је живело 40 становника, а густина насељености је износила 21,51 становника/km². Општина се простире на површини од 1,86 km². Налази се на средњој надморској висини од 267 метара (максималној 350 m, а минималној 274 m).

## Демографија
| 1962. | 1968. | 1975. | 1982. | 1990. | 1999. | 2011. |
| ----- | ----- | ----- | ----- | ----- | ----- | ----- |
| 49    | 53    | 54    | 40    | 35    | 38    | 40    |

График промене броја становника у току последњих година